# Тушман, Ави
Ави Тушман  (род. 17 ноября 1979 г.) — американский эволюционный антрополог, политический психолог, политический консультант, оратор и автор книг. Его книга «Наша политическая природа» (англ. Our Political Nature) 2013 г, впервые предложила исчерпывающую эволюционную теорию политической ориентации человека, которая объединяет измеримые личностные признаки с количественными параметрами приспособленности. Random House представил книгу в своем списке новых и рекомендуемых книг для утверждения курса по политологии, указав положительные отзывы мыслителей в области политической науки Фрэнсиса Фукуямы, Джеррольда М. Поста, и Мойзеса Наима. About.com назвал «Нашу политическую природу» одной из пяти лучших эволюционных книг 2013 г. Исследование Тушмана получило освещение в средствах массовой информации девятнадцати стран, в том числе в «New York Times», «the Economist», «the Atlantic», «Bloomberg Businessweek», «Salon», «Forbes», MSNBC, во французском «Contrepoints», испанском «El País», колумбийском «El Tiempo», китайском CCTV, израильском «The Marker» и бразильском «Veja Magazine».

## Ранняя жизнь и образование
Тушман родился в г. Стэнфорд, штат Калифорния 17 ноября 1979 г. Сын фотографа Марка Тушмана и художницы Яны Тушман. В старших классах учился в школе Menlo School в Калифорнии. Получил Президентскую стипендию и был принят в Стэнфордский университет, где позднее ему была присуждена золотая медаль им. Роберта М. за отличные успехи в гуманитарных науках и искусстве, а также награда им. Роберта Байярда Текстора за креативность в антропологических науках. Он окончил университет в 2002 г. и переехал в Перу, где устроился на свою первую работу после колледжа. Тушман вернулся в Стэнфорд в 2004 г., чтобы получить степень доктора философских наук по эволюционной антропологии.

## Карьера
В Перу Тушман занимал должность исполнительного директора в консультационной фирме по вопросам политических рисков, которая обслуживала крупнейших зарубежных инвесторов страны. Работая в зонах конфликта после восстания коммунистической партии Перу «Сияющий путь», он подвергся влиянию идеологического экстремизма, который пробудил в нем интерес к изучению политической ориентации. Находясь в Перу, Тушман также работал на первую леди Элиан Карп, где занимался вопросами коренных народов, став самым молодым советником во Дворце правительства в г. Лима. Позднее ему предложили должность главного секретаря и советника Президента Алехандро Толедо (Перу, 2001—2006). В 2009 г. Тушман работал с восемнадцатью экс-главами государства над составлением программы региональной политики демократического правления, которую удостоил похвалы Генеральный секретарь ООН Пан Ги Мун, назвав её не имеющей прецедентов в истории.

### «Наша политическая природа»
Книга Тушмана, «Наша политическая природа: эволюционные истоки того, что нас разделяет» (англ. Our Political Nature: The Evolutionary Origins of What Divides Us (опубликовано Prometheus / Random House, 2013) стала первой книгой, которая представила исчерпывающую эволюционную теорию политической ориентации человека, установив связь между распределением личностных признаков среди населения и количественными параметрами приспособленности. Это также «первая книга . . . которая изложила естественную историю левых-правых спектров, что пронизывают страны по всему миру.»
В «Нашей политической природе» выносятся предположения, что политические симпатии — это эволюционные адаптации, которые возникают преимущественно из трех групп измеряемых личностных признаков. Эти группы имеют отношение к трибализму, допустимости неравенства и к субъективным оценкам человеческой природы. В качестве доказательства «Наша политическая природа» пользуется исследованиями в областях политологии, генетики, неврологии и приматологии, в том числе и данными по эволюционной приспособленности популяций Исландии, Дании, Турции и всего мира. Книга также предлагает психологическое объяснение вопроса: почему экономическое давление стремится расширить границу между политическими фракциями. В интервью с «Forbes» и «Georgetown Public Policy Review» Тушман сказал, что книга предлагает новые инструменты, которые можно использовать для оценки общественного мнения: «В современном мире общественное мнение играет более важную роль, чем когда-либо, коллективные установки все сильнее и сильнее ограничивают лидеров, даже в обществах, которые на данный момент являются менее демократичными. Следовательно, умение точно измерить и предсказать эти силы становится все более важным заданием для политических аналитиков.»
Некоторые писатели и политологи отметили, что книга имеет явное значение для текущих глобальных политических конфликтов. В «Huffington Post» Дэвид Майлс сказал, что книга Тушмана обращается непосредственно к тем силам, которые находились у руля во время Референдума о независимости Шотландии. «National Public Radio» цитировало книгу, утверждая, что она развеяла миф о том, что благосостояние существенным образом соотносится с политической ориентацией. А газета «New York Natives» заинтересовалась «Нашей политической природой» в контексте временного прекращения работы федерального правительства США в 2013 г.
«Наша политическая природа» получила множество разносторонних рецензий от издательств в США. Рецензенты в целом соглашаются, что книга амбициозная, новаторская и основывается на исчерпывающих исследованиях. Журнал «The Washington Monthly» приписал книге «достижение, которого наблюдатели зарождения политической науки давно ждали — объяснения психологических, биологических и генетических отличий между либералами и консерваторами, на сегодняшний день достаточно подробно задокументированных, на основании эволюции человека и дифференциальных стратегий выбора партнера и распределения ресурсов, насаженных нам под давлением необходимости выживания и размножения на достаточно опасной планете.» Журнал «Political Science Quarterly» отметил, что книга «вносит уникальный и важный вклад в данную область знаний.» А журнал «Americas Quarterly» назвал «Нашу политическую природу» одной из «лучших современных книг в области политики, экономики и предпринимательства на западном полушарии.»

### Другие работы
Ави Тушман является автором работ и речей на многочисленные темы, касающиеся политической ориентации, в том числе и почему данный феномен меняется в течение жизни, почему половое неравенство изменяется в процессе истории, как экономика и демография влияют на политический спектр, как была определена наследуемость политической ориентации, как порядок рождения влияет на политические взгляды, а ассортативное скрещивание в США — на политическую поляризацию. Он также высказывался по поводу эволюционных подходов к истории.

### Лекционная деятельность
Ави Тушман — популярный оратор: на его счету лекции в различных научных учреждениях и международных организациях, в том числе и в Стэнфордском университете, Университете Джорджтауна, Колледже Сары Лоуренс, в Межамериканском банке развития, и в Организации американских государств.